# Opština Ćuprija
Opština Ćuprija (v srbské cyrilici Општина Ћуприја) je základní jednotka územní samosprávy pro město Ćuprija a jeho okolí v Pomoravském okruhu. V roce 2011 zde žilo 30 645 obyvatel.

## Sídla
Pod tuto opštinu spadají následující sídla:
| - Batinac (871) - Bigrenica (979) - Ćuprija (20585) - Dvorica (246) - Isakovo (646) | - Ivankovac (267) - Jovac (1258) - Kovanica (190) - Krušar (1546) - Mijatovac (1712) - Ostrikovac (574) | - Paljane (535) - Senje (1468) - Supska (1434) - Virine (884) - Vlaška (372) |